# Семёнов, Андрей Андреевич
Андрей Андреевич Семёнов (род. 20 марта 1990, Ленинград, СССР) — российский баскетболист, играющий на позиции лёгкого форварда. Выступает за баскетбольный клуб «Барнаул».

## Карьера
Выпускник Калининской спортивной школы города Санкт-Петербурга. В возрасте 15 лет переехал в США и поступил в частную школу Montrose Christian School, расположенную в городе Роквилл, штат Мэриленд. После этого Семёнов сменил несколько школ и после трёх лет обучения выпустился с дипломом о среднем образовании из школы Блю Ридж (штат Вирджиния).
В 2008 году поступил в университет штата Вирджиния Джеймс Мэдисон и обучался по направлению «Общий менеджмент». Весной 2013 года получил свой первый диплом. В 2014 году защитил степень магистра в области кадрового делопроизводства.
С 2008 по 2014 годы Семёнов играл в NCAA за команду университета Джеймс Мэдисон. В сезоне 2012/2013 студенческая команда университета стала победителем конференции САА и пробилась на турнир «Мартовское безумие», где добралась до 2 раунда.
8 марта 2014 года Семёнов провёл свой последний матч за университет. Всего в чемпионате NCAA провёл 132 матча (в 68 из них выходил в стартовой пятерке), в среднем набирая 9,1 очков и 3,9 подборов.
В сезоне 2014/2015 провёл 39 игр в чемпионате Суперлиги за экспериментальную сборную России, в которых в среднем набирал 7,4 очка, 3,8 подбора и 1 передачу.
В ноябре 2015 года подписал контракт с «Автодором», но уже в декабре саратовский клуб принял решение о расторжении контракта. В Единой лиге ВТБ Семёнов провёл 3 матча, в среднем набирая 2,7 очка, 1,3 передачи, 1 подбор и 0,7 перехвата. В 2 играх Еврокубка его средняя статистика составила 0,5 очка и 1 подбор.
В сезоне 2015/2016 провёл 30 игр за петербургский «Спартак», набирая в среднем 15,9 очков, 5,7 подборов, 1,7 передач и 1,2 перехватов за игру.
Сезон 2016/2017 начинал в составе «Рязани» и был выбран капитаном команды. В 10 играх набирал в среднем 16,3 очка.
В декабре 2017 года вернулся в «Спартак» и провёл 25 игр, в которых набирал 15,7 очков, 7,8 подборов и 1,7 передачи. В июне 2018 года продлил контракт со «Спартаком» ещё на один сезон, но в январе 2019 года Семёнов и клуб приняли решение прекратить сотрудничество. За время выступления в составе «Спартака» с 2017 года Семёнов провёл 74 игры, за которые набрал 901 очко (12,1 в среднем за матч), совершил 409 подборов (5,5 в среднем за матч), 99 передач (1,3 в среднем за игру) и 68 перехватов (0,9 в среднем за игру).
Карьеру Семёнов продолжил в «Руне-Баскет» помог команде завоевать бронзовые медали Суперлиги-2. Его статистика в 24 матчах составила 25,1 очка, 6,7 подбора и 2,2 передачи.
В июне 2019 года перешёл в «Буревестник»». В 28 матчах набирал 10,3 очков, 4,7 подбора и 1,5 передачи.
Перед началом сезона 2020/2021 Семёнов был выбран вице-капитаном «Буревестника», но в ноябре покинул ярославский клуб и перешёл в «Уралмаш».

## Сборная России
С 2005 по 2008 годы Семёнов выступал за кадетскую и юниорскую сборные России, где его средняя статистика составила 7 очков, 3,5 подбора и 0,9 передачи.
В апреле 2018 года был включён в расширенный список кандидатов в сборную России по баскетболу 3х3 для подготовки к Кубку мира.

## Достижения
- Чемпион Суперлиги-2 дивизион: 2015/2016
- Бронзовый призёр Суперлиги-2 дивизион: 2018/2019

## Статистика

### Статистика в колледже
| Сезон                                                                                   | Команда        | GP  | GS | MPG  | FG%  | 3P%  | FT%  | RPG | APG | SPG | BPG | PPG  |  |
| --------------------------------------------------------------------------------------- | -------------- | --- | -- | ---- | ---- | ---- | ---- | --- | --- | --- | --- | ---- |  |
| 2008/09                                                                                 | Джеймс Мэдисон | 29  | 2  | 24,6 | 45,1 | 24,4 | 86,5 | 4,1 | 1,3 | 0,5 | 0,7 | 8,2  |  |
| 2009/10                                                                                 | Джеймс Мэдисон | 4   | 2  | 24,0 | 26,7 | 20,0 | 87,5 | 2,5 | 1,3 | 0,5 | 1,0 | 6,3  |  |
| 2010/11                                                                                 | Джеймс Мэдисон | 32  | 2  | 19,0 | 43,7 | 43,4 | 82,2 | 3,2 | 0,9 | 0,9 | 1,0 | 7,5  |  |
| 2011/12                                                                                 | Джеймс Мэдисон | 32  | 32 | 30,0 | 43,9 | 44,3 | 64,5 | 4,8 | 1,8 | 0,5 | 0,9 | 10,2 |  |
| 2012/13                                                                                 | Джеймс Мэдисон | 7   | 5  | 19,6 | 46,0 | 46,4 | 78,6 | 2,9 | 1,1 | 1,1 | 0,6 | 10,0 |  |
| 2013/14                                                                                 | Джеймс Мэдисон | 28  | 25 | 28,8 | 36,5 | 33,3 | 76,1 | 4,1 | 1,2 | 0,7 | 0,4 | 10,9 |  |
|                                                                                         | Всего          | 132 | 68 | 25,2 | 41,6 | 38,2 | 78,1 | 3,9 | 1,3 | 0,7 | 0,8 | 9,1  |  |
| Наведите курсор мыши на аббревиатуры в заголовке таблицы, чтобы прочесть их расшифровку |                |     |    |      |      |      |      |     |     |     |     |      |  |

### Статистика в других лигах
| Сезон                                                                                   | Команда   | Лига            | GP | GS | MPG | FG%  | 3P% | FT%   | RPG | APG | SPG | BPG | PPG |  |
| 2015/16                                                                                 | Все клубы | Все лиги        | 5  | 0  | 7,0 | 42,9 | 0,0 | 75,0  | 1,0 | 0,8 | 0,4 | 0,0 | 1,8 |  |
| 2015/16                                                                                 | Автодор   | Единая лига ВТБ | 3  | 0  | 9,0 | 42,9 | 0,0 | 100,0 | 1,0 | 1,3 | 0,7 | 0,0 | 2,7 |  |
| 2015/16                                                                                 | Автодор   | Еврокубок       | 2  | 0  | 4,1 | 0,0  | 0,0 | 50,0  | 1,0 | 0,0 | 0,0 | 0,0 | 0,5 |  |
|                                                                                         |           | Всего           | 5  | 0  | 7,0 | 42,9 | 0,0 | 75,0  | 1,0 | 0,8 | 0,4 | 0,0 | 1,8 |  |
| Наведите курсор мыши на аббревиатуры в заголовке таблицы, чтобы прочесть их расшифровку |           |                 |    |    |     |      |     |       |     |     |     |     |     |  |